# Anton Bobër
Anton Anatol'evič Bobër (in russo Антон Анатольевич Бобёр?; Naberežnye Čelny, 28 settembre 1982) è un ex calciatore russo, di ruolo centrocampista.

## Carriera

### Club
Cresciuto nel KAMAZ, ha esordito in prima squadra con il club di Naberežnye Čelny.
Dal 2000 passa al Kryl'ja Sovetov, prima nella formazione riserve, quindi con la prima squadra, giocandovi 12 anni.
Dal 2012 si trasferisce al Mordovija.

### Nazionale
Giocò 14 incontri con la Nazionale Under-21, segnando 5 reti.
Il suo unico incontro in nazionale risale all'amichevole contro l'Estonia disputata il 27 marzo 2002; Bobër entrò al 46' al posto di Valerij Karpin, ma uscendo dopo appena 20 minuti, sostituito da Andrej Karjaka.

## Statistiche

### Cronologia presenze e reti in nazionale
| Cronologia completa delle presenze e delle reti in nazionale ― Russia | Cronologia completa delle presenze e delle reti in nazionale ― Russia | Cronologia completa delle presenze e delle reti in nazionale ― Russia | Cronologia completa delle presenze e delle reti in nazionale ― Russia | Cronologia completa delle presenze e delle reti in nazionale ― Russia | Cronologia completa delle presenze e delle reti in nazionale ― Russia | Cronologia completa delle presenze e delle reti in nazionale ― Russia | Cronologia completa delle presenze e delle reti in nazionale ― Russia |
| Data                                                                  | Città                                                                 | In casa                                                               | Risultato                                                             | Ospiti                                                                | Competizione                                                          | Reti                                                                  | Note                                                                  |
| --------------------------------------------------------------------- | --------------------------------------------------------------------- | --------------------------------------------------------------------- | --------------------------------------------------------------------- | --------------------------------------------------------------------- | --------------------------------------------------------------------- | --------------------------------------------------------------------- | --------------------------------------------------------------------- |
| 27-3-2002                                                             | Tallinn                                                               | Estonia                                                               | 2 – 1                                                                 | Russia                                                                | Amichevole                                                            | -                                                                     | 46’ 65’                                                               |
| Totale                                                                |                                                                       | Presenze                                                              | 1                                                                     |                                                                       | Reti                                                                  | 0                                                                     |                                                                       |

## Palmarès

### Club

#### Competizioni nazionali
- Pervenstvo Futbol'noj Nacional'noj Ligi: 1

Morodivja: 2013-2014